# Taraxacum lacerifolium
Taraxacum lacerifolium — вид квіткових рослин з родини айстрових (Asteraceae). Вид зростає в Європі: Австрія, Бельгія, Чехія, Данія, Німеччина, Велика Британія, Ірландія, Нідерланди, Польща, Швеція, Швейцарія; це багаторічна рослина помірних біомів.

## Середовище
Населяє луки, узбіччя, береги тощо.

## Опис
T. lacerifolium має зелені ніжки листків із досить вузькими зубчастими крилами; листові пластини середньо-зелені без відміток, але середнє ребро іноді слабо забарвлене зверху. Листки рвані з 5–6 різноспрямованими вузькими гострими частками з вкрапленнями міждолей і великих зубців. Кінцева частка коротко трикутна до трилопатевої, часто з великим зубцем, а листя одноморфні. Зовнішні приквітки загнуті назад і мають ширину близько 3 мм.